# Pierre Boulez
Pierre Louis Joseph Boulez (AFI: [pjɛʁ.buˈlɛz]; Montbrison, 26 marzo 1925 – Baden-Baden, 5 gennaio 2016) è stato un compositore, direttore d'orchestra e saggista francese, considerato una delle figure più rilevanti della musica contemporanea.

## Biografia
Dopo aver iniziato gli studi di matematica a Lione, li abbandonò per intraprendere quelli musicali presso il Conservatorio di Parigi sotto la direzione di Olivier Messiaen e Andrée Vaurabourg (moglie di Arthur Honegger). Apprese e approfondì la tecnica dodecafonica sotto la guida di René Leibowitz e giunse a scrivere musica atonale secondo lo stile seriale post-weberniano. Boulez fu in un primo momento sostenitore di Leibowitz, ma dopo un litigio tra i due il loro rapporto si incrinò, e Boulez si dedicò alla diffusione delle opere di Messiaen.
A questo periodo risalgono i suoi primi lavori: le cantate Le Visage nuptial e Le Soleil des eaux per voce femminile e orchestra (entrambe composte alla fine degli anni quaranta e rivisti numerose volte) e la seconda sonata per pianoforte. 
Subito Boulez divenne una guida nell'ambiente artistico del dopoguerra, indirizzato verso una maggiore astrazione e sperimentazione. Molti compositori legati al suo pensiero al tempo frequentavano i corsi Internationale Ferienkurse für Neue Musik tenuti a Darmstadt, in Germania. La cosiddetta Scuola di Darmstadt era impegnata nella creazione di un nuovo linguaggio che fosse il rimedio ai fervori nazionalistici del tempo: internazionale, cosmopolita, che non potesse essere strumentalizzato a fini propagandistici come il regime nazista aveva fatto, per esempio, con la musica di Ludwig van Beethoven. Boulez era anche in contatto con molti giovani compositori, che si sarebbero imposti nel panorama artistico, come John Cage.
Dal 1976 al 1995 Boulez tenne la cattedra di "Invention, technique et langage en musique" presso il Collège de France.
Come direttore d'orchestra egli si prodigò per far conoscere alcuni degli autori più significativi del Novecento, da Debussy a Mahler da Schönberg a Stravinsky da Bartók a Webern da Varèse a Zappa.
Dal 1971 al 1977 fu direttore artistico della New York Philharmonic Orchestra e dal 1971 al 1975 direttore principale della BBC Symphony Orchestra. Nel 1976 fonda a Parigi, su richiesta dell'allora presidente Georges Pompidou, un'istituzione per la ricerca sulla musica che prenderà il nome di IRCAM. Nel 1979 vinse il Premio Ernst von Siemens. Nel 2002 ha ricevuto il Glenn Gould Prize per il suo contributo musicale. Nel 2009 vince il Premio Kyōto per le arti e la filosofia. Nel 2010 debutta come direttore per il Metropolitan Opera House dirigendone l'orchestra alla Carnegie Hall di New York. Nel 2012 vince il Leone d'oro alla carriera per il settore Musica della Biennale di Venezia.
È nella lista dei premiati con il Grammy Award alla carriera 2015.
Dagli anni sessanta viveva a Baden-Baden.

## Linguaggio musicale
Egli continuò a comporre secondo uno stile seriale post-weberniano, rivelando nel contempo l'ampio influsso del maestro.
Con il provocatorio slogan "Schönberg est mort!" assieme al tedesco Karlheinz Stockhausen e al belga Henri Pousseur operò il radicale tentativo di serializzare ogni fattore costitutivo della composizione, non solo le altezze, ma anche durate, dinamiche, timbri, modi di attacco ecc. portando alle estreme conseguenze il puntillismo di Anton Webern.
Nel corso degli anni sessanta ricoprì un importantissimo ruolo nel ripensamento del linguaggio dell'arte, in parte recedendo dal rigorismo giovanile e in parte mantenendo la nitidezza formale tipicamente francese, in direzione di un'astrazione e sperimentazione sempre maggiori.
Conoscendo la musica di John Cage, Boulez si orienta verso l'alea. Nel corso degli ultimi vent'anni le sue composizioni hanno progressivamente contemperato la sua propensione all'analisi estrema con la riconosciuta estraneità alle correnti neo-dada e la riscoperta ammirazione per la purezza formale e la raffinata tavolozza timbrica di Claude Debussy.
Come compositore Boulez torna spesso a revisionare i propri lavori, che restano in molti casi delle "opere aperte", sia per un maniacale perfezionismo, sia in quanto il legame tra composizione e tecnologie elettroniche in rapidissima evoluzione rendono le opere stesse periodicamente aggiornabili. Per esempio, l'ultima delle sue tre sonate per pianoforte è in costante revisione sin dalla sua prima esecuzione nel 1957, e solo due dei suoi cinque movimenti sono stati pubblicati, così come il suo brano per flauto e nastro magnetico ...explosante-fixe... fu scritto nel 1970 e completamente rivisto alla luce della sfruttabilità del live electronics negli anni novanta.

## Composizioni principali
La seguente lista è una selezione molto scarna e rappresentativa
- Dialogue de l'ombre double, per clarinetto dal vivo (première) e registrato (double), ne esiste anche una trascrizione di Pascal Gallois per fagotto e di Vincent David per sassofoni
- Sonatina per flauto e pianoforte (1946)
- Sonatina per flauto e pianoforte e tiptofono (1961) Sale Apollinee del Gran Teatro La Fenice di Venezia con Severino Gazzelloni
- Sonata n. 1 per pianoforte (1946)
- Sonata n. 2 per pianoforte (1947-48)
- Douze notations per pianoforte (1948)
- Livre pour quatuor à cordes (1949 eseguita nel 1955 a Donaueschingen)
- Polyphonie X per diciotto solisti (1951 a Donaueschingen)
- Structures per due pianoforti libri I & II (1952 e 1961, rispettivamente eseguita nel 1953 a Colonia (Germania) con Yvette Grimaud e Yvonne Loriod e 1961 a Donaueschingen con Boulez e la Loriod)
- Le marteau sans maître cantata in 3 cicli e 9 sezioni per contralto, arpa, flauto, viola, chitarra, vibrafono, xilomarimba e percussioni (1955) nel Theater der Stadt di Baden-Baden
- Sonata n. 3 per pianoforte (1957…)
- Pli selon pli per soprano e orchestra (1957-1962 a Donaueschingen diretta da Boulez)
- Improvisation sur Mallarmé, testi di Stéphane Mallarmé (1958 all'Opera di Amburgo)
- Le visage nuptial per soprano, contralto, coro femminile, e orchestra; testo di René Char (1957-59 a Colonia, Germania, diretta da Boulez)
- Tombeau per soprano e orchestra (1959) nello Stadttheater di Donaueschingen diretto dallo stesso Boulez
- Domaines per clarinetto solo (1968-69)
- Domaines: "Domaines I" per clarinetto solo e "Domaines II" (1970) a Parigi diretta da Boulez stesso
- Cummings ist der Dichter per coro e ensemble da camera (1970)
- Rituel: In memoriam Bruno Maderna per orchestra (1974-75)
- Notations (versione per pianoforte del 1945, per orchestra del 1978 eseguita a Parigi nel 1982 diretta da Daniel Barenboim)
- Répons per due pianoforti, arpa, vibrafono, glockenspiel, cimbalom, Orchestra e nastro magnetico (1980-84)
- Mallarmé III balletto in 1 atto (1987) nell'Ivan Franko Gosudartsvennoj Akademicjeskij Ukrainskij Teatr di Kiev
- …explosant-fixe per ensemble da camera e nastro magnetico (prima versione del 1972-74, seconda del 1992-1993)
- Incises per piano (1994)
- Dérive (1996)
- Anthèmes 2 (1997)

## Pubblicazioni principali
Molti dei suoi numerosi saggi e articoli critici pubblicati in varie sedi sono stati tradotti e raccolti nel volume
- Pierre Boulez, Note di apprendistato, Torino, Einaudi, 1968

Saggi tradotti successivamente:
- Pierre Boulez, Per volontà e per caso, Torino, Einaudi, 1977
- Pierre Boulez, Pensare la musica oggi, Torino, Einaudi, 1979
- Pierre Boulez, Forma in Punti di riferimento, Torino, Einaudi, 1984

## Discografia parziale
- Bartók, Boulez dirige Bartòk - Registrazioni complete per DG, 1991/2008 Deutsche Grammophon
- Bartók, Conc. 2 pf./Conc. vl/Conc. viola - Boulez/Aimard/Kremer/Bashmet, 2004/2008 Deutsche Grammophon
- Bartók, Conc. pf. n. 1-3 - Boulez/Zimerman/Andsnes/Grimau, 2001/2004 Deutsche Grammophon
- Bartók, Mandarino/Mus. archi perc. - Boulez/CSO, 1994 Deutsche Grammophon
- Bartók, Concerto for Orchestra - Boulez/New York Philharmonic, 1973 CBS Sony - Grammy Award for Best Orchestral Performance 1974 e Grammy Award for Best Classical Album 1974
- Bartók, Concerto for Orchestra & Orchestral Pieces - Chicago Symphony Orchestra/Boulez, 1993 Deutsche Grammophon - Grammy Award for Best Orchestral Performance 1995 e Grammy Award for Best Classical Album 1995
- Bartók, The Wooden Prince/Cantata Profana - Aler/Tomlinson/Chicago Symphony Orchestra & Chorus/Hillis/Boulez, 1992 Deutsche Grammophon - Grammy Award for Best Orchestral Performance 1994 e Grammy Award for Best Classical Album 1994 e Grammy Award for Best Choral Performance 1994
- Bartók, Duke Bluebeard's Castle - Chicago Symphony Orchestra/Norman/Polgár/Boulez, 1998 Deutsche Grammophon - Grammy Award for Best Opera Recording 1999
- Ber, Lulu - Orchestre de l'Opéra de Paris/Boulez/Stratas, 1979 Deutsche Grammophon - Grammy Award al miglior album di musica classica 1981 e Grammy Award for Best Opera Recording 1981
- Berg, Wozzeck - Boulez/Doench/Uhl/Strauss/Berry/Orchestre de l'opéra national de Paris, 1966 CBS Sony - Grammy Award al miglior album di musica classica 1968 e Grammy Award for Best Opera Recording 1968
- Berlioz, Symphonie fantastique - Orchestra di Cleveland e Chorus/Boulez, 1997 Deutsche Grammophon - Grammy Award for Best Orchestral Performance 1998
- Birtwistle, Triumph of Time/Panic/Earth dances - Boulez/BBC SO/Ensemble Modern, 1974/2001 Decca
- Boulez, Le Marteau sans maître/Dérives 1-2 - Boulez/Ens. InterContemporain, 2002 Deutsche Grammophon - Grammy Award for Best Small Ensemble Performance 2006
- Boulez, Opere complete. Edizione limitata - Boulez/Aimard/Pollini/Kontarsky/Quatuor Parisii, Deutsche Grammophon
- Boulez, ...explosante-fixe... - Ensemble InterContemporain/Boulez/Aimard, 1995 Deutsche Grammophon - Grammy Award for Best Small Ensemble Performance 1997
- Boulez, Répons - Ensemble InterContemporain/Boulez, 1998 Deutsche Grammophon - Grammy Award alla miglior composizione di musica contemporanea 2000
- Boulez, 20th Century - CSO/BPO/LSO/WPO/CGO/Ensemble Intercontemporain, 2015 Deutsche Grammophon
- Bruckner, Sinf. n. 8 - Boulez/WPO, 1996 Deutsche Grammophon
- Debussy, Images/Printemps/Prélude - Boulez/Cleveland Orch., 1991 Deutsche Grammophon
- Debussy, Notturni/Jeux/Mer - Boulez/Cleveland Orchestra, 1991/1993 Deutsche Grammophon - Grammy Award al miglior album di musica classica 1996
- Debussy, Ravel, Tutte le registrazioni per Deutsche Grammophon - Boulez/Cleveland Orch./LSO/BPO, 1991/2002 Deutsche Grammophon
- Debussy - Chalifoux/Cleveland Orchestra/De Peyer/New Philharmonia Orchestra/Boulez, 1969 SONY BMG - Grammy Award for Best Orchestral Performance 1969
- Boulez Conducts Debussy, Images Pour Orchestre Danses, Sacree Et Profane - Volume 2, Cleveland Orchestra, CBS LP 1969 - Grammy Award for Best Orchestral Performance 1970
- Ligeti, Conc. da camera/Ramifications - Boulez/Ens. InterContemporain, Deutsche Grammophon
- Liszt, Conc. pf. n. 1-2/Consolation n.3/Valse oubliée n. 1 - Barenboim/Boulez/Berlin SK, 2011 Deutsche Grammophon
- Mahler, Sinf. n. 1 - Boulez/CSO, 1998 Deutsche Grammophon
- Mahler, Sinf. n. 2 - Boulez/WPO/Schäfer/DeYoung, 2005 Deutsche Grammophon
- Mahler, Sinf. n. 3 - Boulez/von Otter/Wiener Philharmoniker, 2001 Deutsche Grammophon - Grammy Award for Best Orchestral Performance 2004
- Mahler, Sinf. n. 5 - Boulez/WPO, 1996 Deutsche Grammophon
- Mahler, Sinf. n. 6 - Boulez/WPO, 1994 Deutsche Grammophon
- Mahler, Sinf. n. 8 - Boulez/DeYoung/Staats. Berlin, 2007 Deutsche Grammophon
- Mahler, Sinf. n. 9 - Boulez/Chicago Symphony Orchestra, Deutsche Grammophon - Grammy Award for Best Orchestral Performance 1999
- Mahler, Berg, Klagende Lied/Lulu Suite (Live, Salisburgo, 2011) - Boulez/WPO/Prohaska/Röschmann/Larrson/Botha, Deutsche Grammophon
- Mozart, Berg, Seren. K.361 Gran partita/Kammerkonzert - Uchida/Boulez/Tetzlaff, 2008 Decca
- Ravel, Bolero/Alborada/Ma mère/Raps. - Boulez/BPO, 1993 Deutsche Grammophon
- Ravel, Bolero/Alborada/Ma mère/Raps./Daphnis et Chloé/Valse - Boulez/BPO, 1993/1994 Deutsche Grammophon
- Ravel, Conc. pf. n. 1-2/Miroirs - Aimard/Boulez/Cleveland, 2010 Deutsche Grammophon
- Ravel, Conc. pf. n. 1-2/Valses nobles - Zimerman/Boulez/Cleveland, Deutsche Grammophon
- Ravel, Debussy, Shéhérazade/Tombeau Couperin/Ballades de Villon - Boulez/Otter/Hagley/Cleveland, 2002 Deutsche Grammophon
- Ravel, Daphnis Et Chloë (Ballet Intégral) - Camarata Singers/New York Philharmonic/Boulez, 1975 CBS LP – Grammy Award for Best Orchestral Performance 1976
- Ravel, Songs - Norman/Harper/van Dam/Gomez/BBC Symphony Orchestra/Ensemble Intercontemporain, CBS Masterworks - Grammy Award for Best Classical Vocal Solo 1985
- Schoenberg, Pierrot lunaire/Ode Napoleone - Boulez/Schäfer, 1997 Deutsche Grammophon
- Schoenberg, Wagner, Pelleas/Preludio Tristano e Isotta - Boulez/Mahler Youth Orch., 2003 Deutsche Grammophon
- Scriabin, Conc. pf./Prometeo/Poème - Ugorski/Boulez/CSO, 1995/1996 Deutsche Grammophon
- Stravinsky, Boulez dirige Stravinsky (Integrale delle registrazioni DG) - Boulez/CSO/Cleveland/BPO/EIC, 1980/1996 Deutsche Grammophon
- Stravinsky, Chant du rossignol/Histoire du soldat - Boulez/Cleveland Orch. e Coro, 1994/1996 Deutsche Grammophon
- Stravinsky, Petrouchka/Sagra - Boulez/Cleveland Orch., 1991 Deutsche Grammophon
- Stravinsky, Sinf. salmi/Sinf.strum a fiato - Boulez/BPO, 1996 Deutsche Grammophon
- Stravinsky, Uccello/Studi/Feu d'artifice - Boulez/CSO, 1992 Deutsche Grammophon
- Stravinsky, Uccello/Studi/Feu d'artifice/Petrouchka/Sagra della Primavera - Boulez/Cleveland/CSO, 1991/1992 Deutsche Grammophon
- Stravinsky's Le Sacre Du Printemps - Boulez/Cleveland Orchestra, 1969 Columbia Masterworks LP - Grammy Award for Best Orchestral Performance 1971
- Szymanovski, Conc. per vl. n. 1/Sinf. n. 3 - Tetzlaff/Boulez/WPO, 2009/2010 Deutsche Grammophon
- Varèse, Amérique/Arcana/Déserts/Ionis. - Boulez/Chicago Symphony Orchestra, 1995/1996 Deutsche Grammophon - Grammy Award for Best Orchestral Performance 2002
- Boulez Conducts Zappa: The Perfect Stranger, 1984 Angel/EMI

## DVD & BLU-RAY (lista parziale)
- Debussy, Pelléas et Mélisande - Boulez/Archer/Hagley/Maxwell, regia Peter Stein, 1992 Deutsche Grammophon
- Wagner, Anello del Nibelungo - Boulez/McIntyre/Egel/Schwarz, regia Patrice Chéreau 1980 Deutsche Grammophon - Grammy Award for Best Opera Recording 1983
- Wagner, Crepuscolo degli dei - Boulez/Jung/Jones/Mazura/Becht, regia Patrice Chéreau, 1980 Deutsche Grammophon
- Wagner, Oro del Reno - Boulez/McIntyre/Egel/Schwarz, regia Patrice Chéreau, 1980 Deutsche Grammophon
- Wagner, Sigfrido - Boulez/Jung/Zednik/Jones/Becht, regia Patrice Chéreau, 1980 Deutsche Grammophon